# Монькове (заказник)
Монькове — ботанічний заказник місцевого значення. Об'єкт розташований на території Маньківського району Черкаської області, в адмінмежах Маньківської селищної ради.
Площа — 48 га, статус отриманий у 2008 році.